# Paul Reeves (Bischof, 1932)

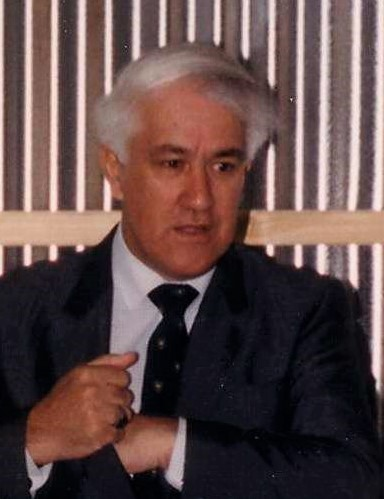
Sir Paul Reeves

Sir Paul Alfred Reeves ONZ QSO GCMG GCVO (* 6. Dezember 1932 in Wellington, Neuseeland; † 14. August 2011 in Auckland) war ein neuseeländischer Geistlicher der anglikanischen Kirche sowie Primas und Erzbischof der Anglican Church in Aotearoa, New Zealand and Polynesia, der 1985 als erster Geistlicher sowie als erster Neuseeländer mit Abstammung von den Māori Generalgouverneur von Neuseeland wurde.

## Leben

### Aufstieg zum Primas und Erzbischof
Nach der Schulausbildung besuchte Reeves ein Priesterseminar und empfing 1958 zunächst seine Ordination zum Diakon, ehe er 1960 zum Priester der anglikanischen Kirche geweiht wurde. Im Anschluss war er zehn Jahre als Priester tätig und fand während seiner 1964 bis 1966 ausgeübten Tätigkeit als Vikar der Gemeinde St. Paul in Okato in der Region Taranaki heraus, dass er durch seine Großmutter mütterlicherseits von den Māori abstammte, dem indigenen Volk Neuseelands. In der Folgezeit wurde ihm seine Herkunft und die Beschwerden der Māori bewusst. Er begann sich mit den Māori und ihren Ursprüngen zu identifizieren und entwickelte einige Bekanntheit als Kommentator sozialer Angelegenheiten.
1971 erfolgte seine Weihe zum Bischof. Er wurde Bischof der Diözese Waiapu, ehe er 1979 zum Bischof der Diözese Auckland ernannt wurde. Während dieser Zeit war er zwischen 1974 und 1976 auch Vorsitzender des Umweltrates sowie 1975 Unterstützer von Citizens for Rowling, einer Bürgerbewegung zur Unterstützung von Premierminister Bill Rowling.
1980 wurde Reeves als Nachfolger von Allen Howard Johnston, dem Bischof von Waikato, durch die Generalsynode zum Primas der Church in Aotearoa, New Zealand and Polynesia und Erzbischof von Neuseeland gewählt. Dieses Amt übte er bis 1985 aus und wurde dann durch den Bischof von Wellington, Brian Newton Davis, abgelöst.

### Generalgouverneur Neuseelands

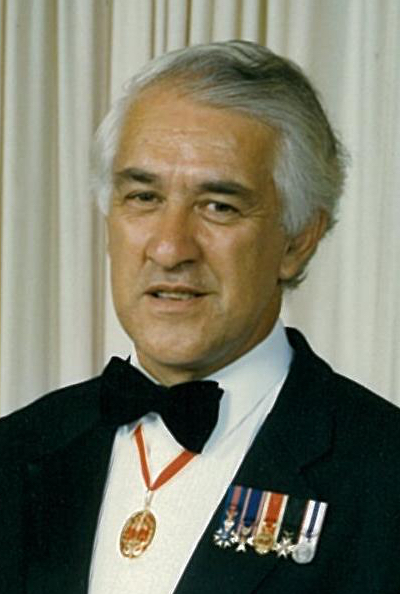
Reeves als Governor-General of New Zealand (1987)

Auf Vorschlag von Premierminister David Lange wurde er als erster Geistlicher sowie als erster Neuseeländer, der von den Māori abstammte, am 22. November 1985 zum Generalgouverneur Neuseelands ernannt und somit Nachfolger von David Beattie. Kurz darauf wurde er im Rahmen des Geburtstags von Königin Elisabeth II. zum Knight Bachelor geschlagen und führte fortan den Namenszusatz „Sir“. Außerdem wurde er nicht nur 1985 zum Knight Grand Cross des Order of St Michael and St George, sondern 1986 auch zum Knight Grand Cross des Royal Victorian Order geschlagen. Daneben wurde er für seine Verdienste 1990 mit dem Queen’s Service Order geehrt.
Nach Beendigung seiner Amtszeit als Generalgouverneur am 19. November 1990 und der Ablösung durch Catherine Tizard war er drei Jahre lang Beobachter der Anglikanischen Kirche bei den Vereinten Nationen. Daneben war er für zahlreiche weitere Organisationen tätig und war zwischen 1995 und 1997 auch Vorsitzender der Kommission zur Überarbeitung der Verfassung von Fidschi.
2005 erfolgte seine Wahl zum Kanzler der Auckland University of Technology (AUT), und er behielt dieses Amt bis zu seinem Tode. Für seine Verdienste wurde ihm 2007 der Order of New Zealand verliehen, die höchste Auszeichnung Neuseelands.